# Хокеј на леду на Зимским олимпијским играма 2006.
Такмичења у хокеју на леду на Зимским олимпијским играма 2006. у Торину одржана су од 11. до 26. фебруара, у дворанама Паласпорт Олимпику и Торино Еспосизионију.

## Систем такмичења
Учествовало је 12 екипа, подељених у две групе. У групи је играо свако са сваким по једну утакмицу. Четири првопласиране екипе из обе групе играле су у четвртфиналу унакрсно (А1-Б4, А4-Б1, А2-Б3, А3-Б2). Док су екипе које су освојиле пето и шесто место у групи борили од 9. до 12. места. Победници четвртфинала играли су у полуфиналу, а победници у полуфиналу пласирали су се у финале. Поражени у полуфиналу су се борили за треће место.
Учествовало је 8 екипа, подељених у две групе. У групи је играо свако са сваким по једну утакмицу. Две првопласиране екипе из обе групе играле у полуфиналу унакрсно (А1-Б2, А2-Б1). Победнице су играле у финалу, а поражене су играле меч за треће место. Треће и четврте из група су по истом систему играле за пласман од 5 до 8 места.

## Освајачи медаља и коначни пласман
| Дисциплина      | Злато | Сребро | Бронза | 4   | 5   | 6   | 7   | 8   | 9   | 10  | 11  | 12  |
| --------------- | ----- | ------ | ------ | --- | --- | --- | --- | --- | --- | --- | --- | --- |
| Мушкарци детаљи | ШВЕ   | ФИН    | ЧЕШ    | РУС | СВК | ШВА | КАН | САД | КАЗ | НЕМ | ИТА | ЛЕТ |
| Жене детаљи     | КАН   | ШВЕ    | САД    | ФИН | НЕМ | РУС | ШВА | ИТА |     |     |     |     |

## Биланс медаља
| Пласман | Екипа                     | Злато | Сребро | Бронза | Укупно |
| 1       | Шведска                   | 1     | 1      | 0      | 2      |
| 2       | Канада                    | 1     | 0      | 0      | 1      |
| 3       | Финска                    | 0     | 1      | 0      | 1      |
| 4       | Чешка                     | 0     | 0      | 1      | 1      |
| 4       | Сједињене Америчке Државе | 0     | 0      | 1      | 1      |
|         | Укупно (5)                | 2     | 2      | 2      | 6      |